# Фульрад
Святой Фульрад (фр. Fulrade; лат. Fulradus; 710, Сен-Ипполит — 16 июля 784[…], abbey of Saint-Denis) — дораскольный христианский святой, рождённый в 710 году в богатой семье и умерший 16 июля 784 года. Как аббат Сен-Дени, он был советником и Пипина Короткого и Карла Великого.
Историческая важность Фульрада заключается в его роли в становлении Франкского государства и его понимании раннего каролингского общества. Он всегда был на стороне Карла Великого, особенно во время нападения саксов на Франкию. Изучено также взаимодействие Фульрада с папством. Когда Фульрад был советником Пипина, он тесно контактировал с папой, дабы получить одобрение на назначение Пипина королем франков. Во время правления Карла Великого он снова имел дело с папством по разным причинам. Став аббатом Сен-Дени в середине VIII века, он сыграл важную роль в жизни различных исторических личностей. День памяти святого Фульрада приходится на 16 июля.

## Биография
Фульрад родился в 710 году в франкском Эльзасе. Он вступил в аббатство Сен-Дени, и в 750 году был избран аббатом.  Фульрад увеличил размеры аббатства за счет наследства, полученного от родителей; кроме того, он вернул себе землю, забранную когда-то у аббатства Карлом Мартеллом. Фульрад в полной мере воспользовался своим положением, чтобы увеличить свой “охват как лидера”, основав новые монастыри и управляя ими изначально. Новые монастыри были основаны в Эльзасе-Лотарингии и Алеманнии. 